# Jipé Bocquel
Ne doit pas être confondu avec Jean-Pierre Bocquel.
Jipé Bocquel est un sculpteur, céramiste et verrier français.
Prénommé Jean-Pierre il a choisi son nom d'artiste pour ne pas être confondu avec le peintre Jean-Pierre Bocquel.

## Biographie
Sa carrière artistique a commencé après un stage chez le sculpteur raku Daniel Viltard dont il admire le travail[réf. nécessaire].
Jipé Bocquel utilise plusieurs techniques qui ont le plus souvent en commun l'utilisation du feu, il a notamment été formateur en soudure. 
Il a par ailleurs été maire de la commune de Nozay (Essonne) de 1986 à 1995[réf. nécessaire].

## Les trophées de la réciprocité
En 2010 le prix de la réciprocité est fondé par le Mouvement des réseaux d'échanges réciproques de savoir Foresco. Depuis cette création Jipé Bocquel réalise chaque année un trophée de la réciprocité, pièce unique offerte au lauréat.

## Œuvres acquises par des collectivités territoriales
- Pablo croisés par le Syndicat Intercommunal d'Aménagement, de Rivières, et du Cycle de l'Eau[2]

### En collaboration
- Univers les Petits Prés, réalisé avec PASA et Julien Bocquel, acquise par Mécénat pour la commune de Dourdan[3] (Essonne)
- Le Sprinter réalisé par le collectif les Yakasoudés (Jean-Luc Lacroix, Jean Fernand Jipé Bocquel) acquise par la commune de Vert-le-Petit (Essonne) pour le gymnase Roger-Bambuck
- Le Rhinoféros réalisé par le collectif les Yakasoudés (Jean-Luc Lacroix, Jean Fernand Jipé Bocquel) acquise par la commune de Vervins (Aisne)
- La Francophonie réalisé par le collectif les Yakasoudés (Jean-Luc Lacroix, Jean Fernand Jipé Bocquel) acquise par la commune de Dourdan (Essonne)
- Le Caïmanchat réalisé par le collectif les Yakasoudés (Jean-Luc Lacroix, Jean Fernand Jipé Bocquel) acquise par la commune de Fresnay-l'Evêque (Eure-et-Loir)
- Le Récuposaure, réalisé par le collectif les Yakasoudés (Jean-Luc Lacroix, Jean Fernand Jipé Bocquel) acquise par la commune de Longpont-sur-Orge (Essonne)

## Publication
- Jean-Pierre Bocquel, Feu et pédagogie - La pédagogie comme art du feu, Editions de l'Harmattan, 2016 (lire en ligne).

### Ouvrages de l'association Ambr'Azur
- Atoll atout fer.
- Sculptures et arts plastiques Jipé Bocquel... et compagnie, Transversales.
- Nuit des Arts du feu à Arpajon, NAFA, 2015.
- Univers les petits prés L'histoire cosmique d'une sculpture.
- Solidarité vert le petit, 2008.
- Petite histoire de totems et de leurs créateurs les stagiaires de l'école de la deuxième chance en Essonne e2c à Ris-Orangis, Totems, 2007/2008.
- Jean-Pierre Bocquel Verre.
- Jean-Pierre Bocquel Terre.

## Expositions
2018
- Jardin de sculpture de Fayence[4] (Var)

2016
- Festival l'art et les mots de Cheptainville, invité d'honneur sculpture[5]
- Jipé Bocquel expose à l'Escale[6] à la Ville-du-Bois (Essonne)
- Salon de Sainte-Geneviève-des-Bois (Essonne), invité d'honneur
- Salon de Leuville-sur-Orge (Essonne), invité d'honneur

2015
- Projet E-Cub[7] à Palaiseau (Essonne)
- Exposition personnelle à Ollainville (Essonne)
- La Nuit des arts du feu à Arpajon (Essonne), coordinateur

2014
- Exposition collective Autour du Japon à Créteil (Val-de-Marne)

2011
- Exposition collective Sculpter la lumière au Centre d'art de l'Agence Nationale pour les Arts Sacrés, 14 clos de la Cathédrale à Evry (Essonne)

2009
- Exposition personnelle à Vervins (Aisne)